# Power Games (Jaguar)
Power Games è il primo album in studio del gruppo musicale britannico heavy metal Jaguar, pubblicato nel 1983 dall'etichetta discografica Neat Records.

## Il disco
Si tratta del primo album del gruppo che in precedenza aveva pubblicato i singoli Back Street Woman e Axe Crazy, usciti nei due anni precedenti.

L'album si contraddistinse per i ritmi veloci e per l'energia delle canzoni, similmente ad altre band di quel periodo come Raven, Iron Maiden e Tank.
Il disco è stato ristampato in CD dalla Neat Records e dalla Metal Blade (su licenza della Neat) nel 1998 con l'aggiunta di tre tracce bonus, di cui due tratte dal singolo del 1982 ed una dalla sessione di registrazione dell'album.

## Tracce
1. Dutch Connection – 3:05
2. Out of Luck – 2:56
3. The Fox – 2:40
4. Master Game – 4:20
5. No Lies – 3:17
6. Run for Your Life – 4:06
7. Prisoner – 4:03
8. Ain't No Fantasy – 3:48
9. Rawdeal – 6:26
10. Coldheart – 5:15

Tracce bonus CD
1. Axe Crazy – 2:49
2. War Machine – 4:39
3. Dirty Tricks – 4:21

## Formazione
Membri del gruppo
- Paul Merrell – voce
- Garry Pepperd – chitarra
- Jeff Cox – basso
- Chris Lovell – batteria